# Février 1765
Le mois de février 1765 est le 2e mois de l'année 1765.

## Naissances
- 2 février
  - Fiacre Bouillon (mort le 24 avril 1795), pâtre et poète français
  - Martin Bossange (mort le 30 octobre 1865), éditeur et libraire français
  - Maximilien Henri Nicolas Jacob (mort le 9 octobre 1796), général français de la Révolution et du Premier Empire
- 3 février
  - Jean-Louis Charrière (mort le 11 août 1846), général français de la Révolution et du Premier Empire
  - Pierre-Joseph Guillet (mort le 3 mars 1836), général français de la Révolution et du Premier Empire
- 5 février : Jean Vallastre (mort le 31 janvier 1833), sculpteur français
- 7 février : Nicolas Martin Barthélemy (mort le 23 août 1835), général français de la Révolution et du Premier Empire
- 8 février
  - Charles-Louis Dumas (mort le 3 avril 1813), Médecin français
  - Joseph Leopold Eybler (mort le 24 juillet 1846), compositeur autrichien
- 9 février
  - Florentin Ficatier (mort le 28 novembre 1817), général français de la Révolution et du Premier Empire
  - Guillaume Marie Jean René Legraverend (mort le 27 mai 1834), personnalité politique française
  - Philippe Joseph Jacob (mort le 29 janvier 1826), général français de la Révolution et du Premier Empire
- 14 février
  - Alexandre de Grasse-Tilly (mort le 10 juin 1845), comte de Grasse, fils de François-Joseph-Paul de Grasse
  - Michel Huerne de Pommeuse (mort le 25 juin 1840), homme politique français
- 15 février
  - Auguste Nicolas Baudot (mort le 29 mars 1801), général de brigade de la Révolution française
  - Jean, Gaspard Boëll (mort le 18 décembre 1833), personnalité politique française
- 16 février : François Ursin Durand de Pizieux (mort le 7 août 1819), homme politique et officier français
- 17 février
  - François Bozerian (mort le 25 septembre 1826), relieur français
  - James Ivory (mort le 21 septembre 1842), Mathématicien écossais
- 18 février : Albert ten Broeke Hoekstra (mort le 27 août 1828), linguiste et littérateur néerlandais, né à Holwerd en 1765, mort à Amsterdam en 1828, orangiste déclaré, a été avocat à la Cour de Frise avant de fuir en Frise orientale où il fut appelé aux responsabilités dans la commune de Westdongeradeel
- 21 février
  - Fulwar Skipwith (mort le 7 janvier 1839), personnalité politique américaine
  - René Jacques Morisset (mort le 8 janvier 1841), homme politique français
- 22 février : Meta Forkel-Liebeskind (morte le 1er janvier 1853), femme de lettres et traductrice allemande
- 23 février : Jean-Pierre Gauthier (mort le 14 juin 1821), général français de la Révolution et de l’Empire
- 25 février : André Haudry de Soucy (mort le 6 janvier 1844), personnalité politique française
- 26 février : Claude Daude (mort le 8 septembre 1835), personnalité politique française
- 27 février : Kazimierz Małachowski (mort le 5 janvier 1845), général de Duché de Varsovie et du Royaume du Congrès

## Décès
- 4 février
  - Jean-Baptiste Denisart (né le 1er octobre 1713), procureur au Grand Châtelet
  - Jean-Jacques Blaise d'Abbadie (né le 4 février 1726), gouverneur de la Louisiane française
- 8 février : Didier-François d'Arclais de Montamy (né en 1702), savant français
- 9 février
  - Augustin de Luynes (né le 16 juin 1681), armateur français
  - Elisabetta de Gambarini (née le 7 septembre 1731), compositrice, chef d'orchestre, organiste, cantatrice
- 10 février : Jean-Baptiste Deshays de Colleville (né le 27 novembre 1729), peintre français
- 24 février : Pierre-François Choullat (né le 23 mars 1684), banquier suisse
- 26 février : Nicolas Pierson (né le 28 janvier 1692), architecte français